# Pantoea
Pantoea é um gênero de bactérias descrito pela primeira vez em 1989 e recentemente classificado como membro da família Erwiniaceae. Com mais de 25 espécies descritas, este gênero tem uma presença global. Pantoea é um grupo diversificado de bactérias Gram-negativas, em forma de bastonete e de pigmentação amarela.

## Fitopatogenia
Embora algumas cepas de Pantoea (por exemplo, P. stewartii, P. ananatis) sejam patógenos de plantas, muitas outras espécies de Pantoea atuam como excelentes agentes de biocontrole ou potentes bactérias promotoras do crescimento de plantas (PGPB). Alguns dos exemplos de espécies do gênero Pantoea que podem ser utilizados em biotecnologia agrícola são: Pantoea agglomerans, P. cypripedii, P. phytobeneficialis, entre outras.

## Aspectos Bioquímicos
Espécies importantes do gênero Pantoea utilizam substâncias químicas da classe das acil-homosserina lactonas em processos de comunicação química intercelular, conhecidos como quorum-sensing. Este mecanismo permite as células bacterianas organizarem a expressão fenotípica de forma coordenada, favorecendo ataques a hospedeiros e outras estratégias de sobrevivência. Neste gênero, as acil-homosserinas lactonas de cadeia carbônica curta são as mais importantes moléculas sinalizadoras relatadas.